# HD 124162
HD 124162，又名CD-2311551，SAO 182343、HR 5309，是一颗恒星，视星等为6.34，位于銀經325.54，銀緯34.93，其B1900.0坐标为赤經14h 6m 44.9s，赤緯-23° 34.93′ 35″。